# أماندينا ليهامبا
أماندينا ليهامبا (بالإنجليزية: Amandina Lihamba)‏ (من مواليد 1944) هي مُمثلة وكاتبة مسرحية ومُخرجة تنزانية. تشتغل أماندينا كأستاذة في جامعة دار السلام في قسم الفنون الجميلة وفنون الأداء. وقد شغلت أيضا منصب عميد ورئيس قسم وعضو مجلس الجامعة في ذات الجامعة.
وُلدت ليهامبرا في منطقة موروجورو في تنزانيا سنة 1944. حصلت سنة 1985 على درجة الدكتوراه من جامعة ليدز، وقد كانت أطروحتها حول موضوع «السياسة والمسرح في تنزانيا بعد إعلان أروشا 1967-1984». وتعرض في هاته الأطروحة كيف تطورت الدراما الشعرية التنزانية التي تُسمى نغونجيرا (بالإنجليزية: Ngonjera)‏، كيف تطورت خلال الفترة التي أعقبت إعلان أروشا من أداة دعائية للحزب الحاكم إلى شكل تخريبي وتوفيقي. 

## أفلامها
فيما يلي بعض الأفلام التي شاركت فيها أماندينا ليهامبا :
- زواج مريامو (بالإنجليزية: The Marriage of Mariamu)‏ (1985).
- خلفان وزنجبار (بالإنجليزية: Khalfan and Zanzibar)‏ (1999).
- مانغاميزي (بالإنجليزية: Maangamizi: The Ancient One)‏ (2001).